# Burungu
Burungu ist ein Ort im Territorium Masisi in der Provinz Nord-Kivu im Osten der Demokratischen Republik Kongo. Burungu liegt an einer Regionalstraße zwischen Kitchanga im Norden und Sake im Süden. Östlich von Burungu erstreckt sich der Virunga-Nationalpark. Die Provinzhauptstadt Goma ist etwa 40 Kilometer entfernt.